# Michael Madigan

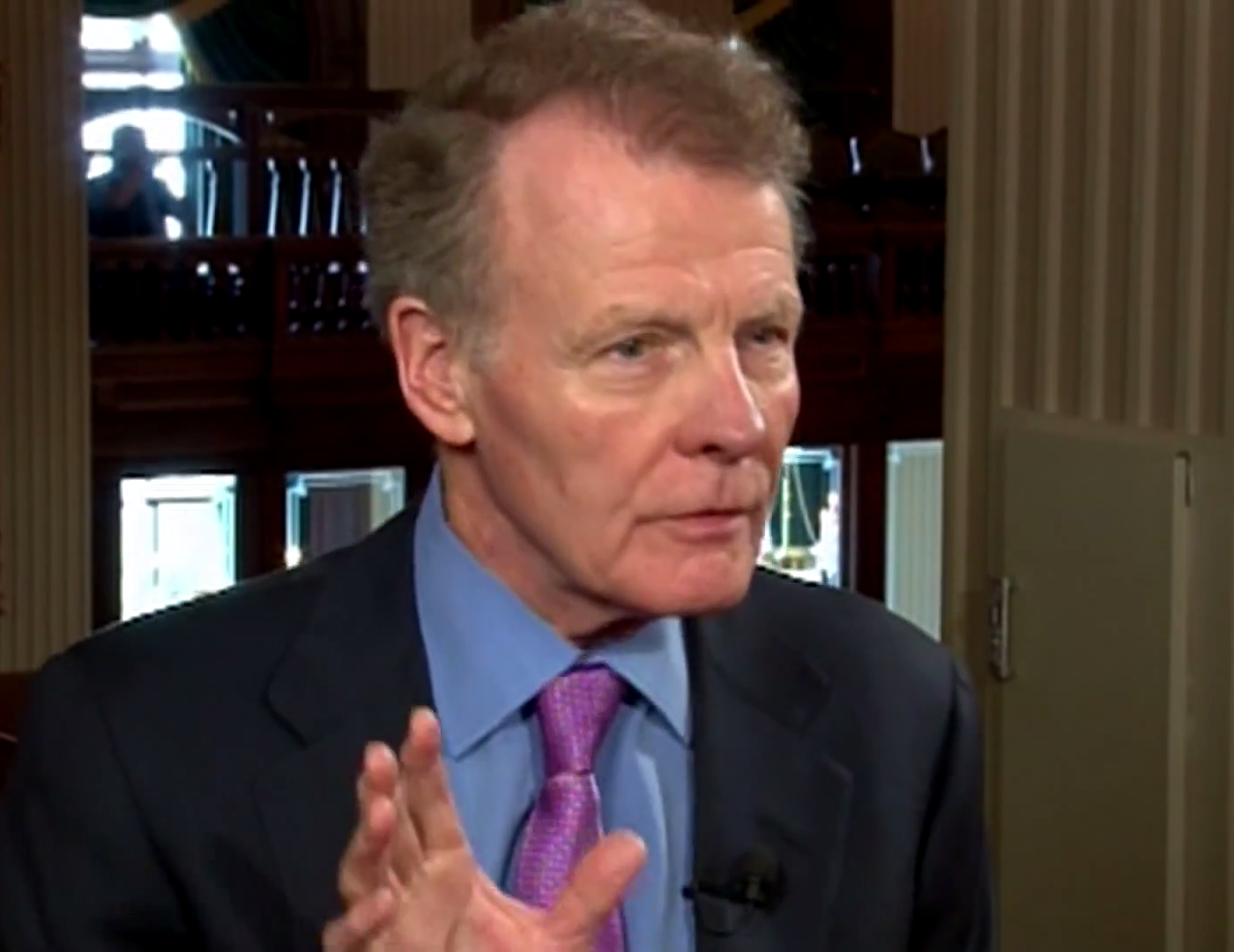
Michael Madigan (2013)

Michael J. Madigan (* 19. April 1942 in Chicago, Illinois) ist ein US-amerikanischer Politiker der Demokratischen Partei. Mit Ausnahme einer kurzen Unterbrechung Mitte der 1990er-Jahre war er von 1983 bis 2021 als Speaker Vorsitzender des Repräsentantenhauses von Illinois, dem er von 1971 bis 2021 ununterbrochen als Abgeordneter angehörte. Außerdem stand er von 1993 bis zum 22. Februar 2021 der Demokratischen Partei in Illinois als Chairman vor.

## Leben
Madigan studierte Rechtswissenschaften und arbeitete Mitte der 1960er-Jahre für Richard J. Daley, den langjährigen Bürgermeister seiner Heimatstadt Chicago. Im Rathaus war er vor allem mit Rechtsfragen betraut. Danach arbeitete er zudem für einige Zeit als Anwalt in einer Kanzlei, die er mit einem Freund betrieb. Im November 1970 wurde Madigan, der wie seine gesamte Familie Anhänger der Demokraten ist, für den 22. Distrikt als Abgeordneter ins Repräsentantenhaus von Illinois gewählt. Dieses Mandat trat er Januar 1971 an und wurde seither stets im Turnus von zwei Jahren als direkt gewählter Abgeordneter bestätigt.
Durch seine gute Vernetzung wurde Madigan 1983 zum Speaker gewählt und übernahm damit den Vorsitz der Parlamentskammer. Mit Ausnahme der Legislaturperiode von 1995 bis 1997 übt er dieses Amt bis heute aus. Während dieser zwei Jahre musste er den Posten als Parlamentspräsident vorübergehend an den Republikaner Lee A. Daniels abtreten, da es dessen Republikanern erstmals seit Jahrzehnten gelang, eine Mehrheit der Mandate zu erringen. Allerdings behielt er als Minority Leader den Vorsitz über die demokratische Fraktion. Da die Republikaner jedoch schon zwei Jahre darauf ihre Sitzmehrheit wieder verloren, konnte Madigan 1997 erneut das Amt des Parlamentspräsidenten übernehmen. In seiner Funktion als Speaker erlangte Madigan über die Jahre ein hohes Maß an Einfluss in der bundesstaatlichen Politik. Dabei geriet er auch immer wieder mit verschiedenen Gouverneuren aneinander, und zwar sowohl mit republikanischen als auch mit demokratischen Regierungschefs. Obwohl ihn seine Stellung zu einem natürlichen Gouverneurskandidaten machen würde, hat Madigan das höchste Amt des Bundesstaates nie selbst angestrebt. In der Presse wurde er aufgrund seines Einflusses in der Gesetzgebung aber schon häufiger als „De-facto-Gouverneur von Illinois“ beschrieben. Darüber hinaus übte Madigan das Amt des Chairman innerhalb der Demokratischen Partei in Illinois aus, was in Deutschland eher mit einem Geschäftsführer als mit einem Parteivorsitzenden vergleichbar ist.
Während Madigan mit dem republikanischen Gouverneur George Ryan (1999–2003) gut zurechtkam, war sein Verhältnis zu dessen demokratischem Nachfolger Rod Blagojevich erheblichen Spannungen unterworfen. Als es 2007 zu einer Haushaltskrise im Bundesstaat kam, machte Blagojevich Madigan öffentlich für die Probleme verantwortlich, der sich daraufhin zwei Monate lang weigerte, mit dem Gouverneur auch nur zu sprechen. Speziell Madigans vorgeschlagene Kürzungen im Gesundheitswesen waren für Blagojevich inakzeptabel. Bereits wenige Monate später kam es erneut zu einem öffentlichen Streit, als der Gouverneur die Ehefrau von Madigans Stabschef aus einem Amt im Familienministerium entließ. Blagojevich begründete dies mit der mangelnden Qualifikation der Frau. Da diese aber bereits mehr als zwei Jahrzehnte im Ministerium tätig war und nie negativ auffiel, wurde die Entscheidung des Gouverneurs öffentlich als Racheakt gegenüber dem Speaker gewertet. Im Streit zwischen Madigan und Blagojevich sahen sich sowohl der US-Senator Dick Durbin als auch die Fraktionschefs beider Parteien im Staatssenat zur persönlichen Vermittlung gezwungen. Im Winter 2008/09 unterstützte Madigan das Amtsenthebungsverfahren gegen den Gouverneur, der im Januar 2009 einstimmig mit den Voten von Repräsentantenhaus und Staatssenat des Amtes enthoben wurde. Blagojevich war vorgeworfen worden, den von ihm zu besetzenden Sitz im US-Senat „verkaufen“ zu wollen, den Barack Obama nach seiner Wahl zum US-Präsidenten niederlegte (Blagojevich wurde später zu einer Haftstrafe verurteilt).
Mit dem neuen Gouverneur Pat Quinn, ebenfalls ein Demokrat, gestaltete sich die Zusammenarbeit einfacher. Anfang 2011 verständigten sich beide Politiker auf eine temporäre Erhöhung der Einkommensteuer, um des Haushaltsdefizits Herr zu werden. Diese wurden noch im selben Jahr beschlossen und liefen Anfang 2015 aus. Da der Bundesstaat jedoch weiterhin mit einer Hauslücke zu kämpfen hat, sprach sich Madigan für eine Verlängerung oder eine Anhebung der Mehrwertsteuer aus. Dies scheiterte jedoch am massiven Widerstand des republikanischen Gouverneurs Bruce Rauner, der im Januar 2015 sein Amt antrat. Anschließend entbrannte erneut ein monatelanger Streit um den Haushalt. Mehrere von Madigan vorangetriebene Budgetentwürfe wurden von Rauner mit einem Veto blockiert, da dieser die Aufnahme neuer Schulden kategorisch ablehnt. Dessen Zurückweisung, für die eine Zweidrittelmehrheit nötig ist, wäre nur mit Hilfe einiger republikanischen Abgeordneten möglich. Diese haben sich aber bisher hinter den Gouverneur gestellt, der auch von einer Handvoll Demokraten Rückendeckung bekam. Madigan seinerseits sowie eine Mehrheit seiner Fraktion lehnen die von Rauner vorgeschlagenen Deregulierungen der Wirtschaft und Ausgabenkürzungen ab. Im Sommer 2016 warf Rauner Madigan öffentlich Versagen im Haushaltsstreit vor. Auch wiederholte der Gouverneur seine Forderung nach gesetzlichen Amtszeitbegrenzungen für Wahlämter in Illinois, die er als Grund für eine „Blockadepolitik“ sieht.
Madigan schaffte nach den House-Wahlen in Illinois 2020 nicht, genug Unterstützer für eine 19. Amtszeit als Speaker zu finden und zog seine Kandidatur für den Parlamentsvorsitz zurück. Am 13. Januar 2021 wurde der Demokrat Chris Welch zu seinem Nachfolger gewählt. Nur wenige Wochen später verkündete er auch den Rücktritt von seinem Mandat im Abgeordnetenhaus von Illinois.

## Privates
Michael Madigan ist verheiratet und hat vier Kinder. Seine Adoptivtochter Lisa bekleidet seit 2003 das Amt des Attorney General in Illinois. Er gehört der katholischen Kirche an.